# War Gods
War Gods es un videojuego de lucha en 3D lanzado originalmente para arcades por Midway Games en 1996. Ports para Nintendo 64, PlayStation y Windows se lanzaron en 1997. En el juego, los jugadores controlan a uno de los diez luchadores que han recibido un gran poder gracias a un misterioso mineral que se estrelló en la Tierra desde el espacio exterior. El objetivo del juego es derrotar a todos los demás luchadores para convertirse en el guerrero más poderoso del planeta.
El juego estuvo muy influenciado por la serie Mortal Kombat de Midway, y presenta controles similares a los juegos de Mortal Kombat, así como las fatalities características de la serie. Una característica exclusiva de War Gods es el botón "3D", que permite a los jugadores utilizar el fondo/primer plano para ataques adicionales y maniobras evasivas; en otras palabras, permite al jugador sumergirse alrededor del ring en un arco circular como parte de sus ataques y movimientos defensivos. La cámara en órbita sigue suavemente a los luchadores, trabajando para mantener la "línea de combate" izquierda/derecha necesaria para un control coherente del joystick para dos jugadores en la máquina arcade. Los gráficos del juego se crearon utilizando una tecnología de Midway llamada "piel digital", que mapeaba fotografías sobre modelos 3D.
War Gods recibió críticas mixtas, con críticas particulares dirigidas al diseño de los personajes y las animaciones del juego.

## Jugabilidad
War Gods es un juego de lucha en 3D con el esquema de control de una entrega de Mortal Kombat o Street Fighter. Está limitado a un modo historia que se puede jugar solo o con dos jugadores; en la versión de Nintendo 64, el modo de dos jugadores se activa al tener el segundo controlador enchufado mientras se está en la pantalla de selección de personajes. La trama comienza hace miles de millones de años, cuando una nave espacial que transportaba un mineral valioso se estrella contra la Tierra. A lo largo de los años, diez humanos encuentran piezas del mineral y se convierten en los poderosos seres titulares. Los dioses malvados luchan por poseer todas las piezas y convertirse en los súper guerreros definitivos, mientras que los dioses buenos luchan para detener a Exor y salvar el planeta. Las batallas finales son con dos extraterrestres de la nave espacial, Grox y Exor, que buscan a los Dioses de la Guerra en busca de un transportador perdido. Los niveles están ambientados en áreas nativas de los Dioses de la Guerra, como la base militar de Warhead, la pirámide del desierto de Anubis, el antiguo templo azteca de Ahau Kim, la iglesia gótica pagana abandonada, el bosque Bayou de Voodoo y el templo samurái de Kabuki Jo.
El juego se juega de manera similar a Mortal Kombat 4, con una disposición de botones casi idéntica de puñetazos y patadas altos y bajos. El botón "Correr" fue reemplazado por un botón "3D" que, cuando se mantiene presionado mientras se usan otras combinaciones de joystick y botones, permite al jugador realizar diferentes ataques/evasiones utilizando el fondo o el primer plano. Para evitar situaciones en las que los oponentes terminan en diferentes campos de juego durante períodos prolongados de tiempo, cada personaje tiene un movimiento de teletransporte que los acerca a su oponente. Al igual que en los juegos de Mortal Kombat, los jugadores seleccionan un personaje y luchan contra una serie de oponentes. War Gods también cuenta con combos que se pueden usar a través de una serie de pulsaciones de botones. Al igual que los juegos de Mortal Kombat, el juego tiene fatalities que se utilizan para acabar con los oponentes, además de un Fatality por personaje, el juego también tiene otros tres tipos de movimientos finales, como 10 Hit Combos para cada personaje y Al presionar High Kick con el botón 3D, los jugadores pueden realizar un movimiento final Stage Ring out y al presionar Uppercut pueden golpear a los oponentes en lo alto del cielo.

## Desarrollo
Publicado por Midway como el primero de sus nuevos software 3D antes del lanzamiento de Mortal Kombat 4, War Gods fue desarrollado por un equipo dirigido por Joe Linhoff y George Petro. El juego arcade utilizó un híbrido del hardware usado para Cruis'n USA con un disco duro para el almacenamiento de datos. Todos los movimientos fueron grabados usando captura de movimiento con solo dos actores. Los personajes del juego se crearon utilizando una tecnología llamada "piel digital", que implicaba digitalizar fotografías de referencia de actores vivos y mapearlas en modelos 3D.
Gamefan informó sobre War Gods en agosto de 1995 afirmando que utilizaría el mismo hardware que Killer Instinct y que se presentaría en la Amusement Expo International en septiembre de 1995. Sin embargo, "War Gods" no se presentó hasta una feria comercial en marzo de 1996. En respuesta a las sugerencias y quejas sobre la jugabilidad, se dedicaron varios meses a perfeccionar la programación del juego, retrasando el lanzamiento en arcade hasta el tercer trimestre de 1996.
La versión de Nintendo 64 se retrasó para reducir el nivel de dificultad y añadir movimientos adicionales. Una versión para Panasonic M2 de War Gods estaba en desarrollo y estaba previsto que fuera uno de sus títulos de lanzamiento, pero nunca sucedió debido a la cancelación del sistema.

## Recepción
La respuesta a War Gods fue tibia. Los críticos de GameFan e IGN sintieron que el port de N64 mejoraba los problemas del port de arcade, como la IA y la velocidad de cuadros, aunque la primera fuente expresó que era un desperdicio de recursos hacerlo. Una de las mayores críticas que recibió el juego fue por su elenco de personajes. Computer and Video Games informó que mientras el juego arcade se exhibía en la American Coin Machine Exposition de 1996, los asistentes a la feria creyeron que los diseños de los personajes dañarían las posibilidades de éxito del juego. Matt Casamassina de IGN calificó los diseños de los personajes como "poco inspirados", mientras que un crítico de Next Generation los calificó de "diseños de personajes del Ringling Brothers ligeramente vergonzosos". Game Revolution, sin embargo, dijo que los diseños de los personajes eran "bastante geniales" y complementaban la variedad de luchadores disponibles.
La respuesta a los gráficos del juego fue mixta. Computer and Video Games tuvo una impresión positiva de los modelos del juego con "piel digital". Next Generation dijo que la técnica de piel digital es genuinamente innovadora y diferente, pero el resultado son personajes que se ven irregulares, se mueven con rigidez y, en general, carecen de la suavidad de los luchadores poligonales que se ven en juegos contemporáneos como Tekken 2 y Virtua Fighter 2. Al comentar sobre la versión de Nintendo 64, Jeff Gerstmann de GameSpot lo llamó "probablemente el primer juego de lucha de N64 que llega al mercado que realmente muestra algo del poder de este sistema". Sin embargo, la mayoría de los críticos dijeron que el juego hace un mal uso del hardware de N64, citando animaciones de personajes entrecortadas, una baja velocidad de cuadros, personajes poco detallados y lentitud. Casamassina escribió que si bien las texturas digitales de la piel eran "inicialmente agradables", la "animación y el terrible diseño de los personajes restan mucho valor a toda la experiencia".
IGN dijo que estaban "satisfechos con el control del juego, pero no demasiado entusiasmados con él". GamePro comentó que "El botón 3D, aunque innovador, realmente no mejora la jugabilidad" y se confunde muy fácilmente con la protección baja del controlador N64. Los críticos, como E. Storm de GameFan, que encontraron que los controles no respondían lo suficiente como para competir con luchadores con una IA tan "loca", también comentaron que los controles del juego no eran adecuados para el controlador de N64. Sólo "Next Generation" argumentó que los controles son más intuitivos con el mando de N64 que en el arcade. La versión de Nintendo 64 también fue criticada por tener una IA desequilibrada; Casamassina escribió que los luchadores realizarían con éxito cada ataque sin esfuerzo en la configuración más fácil. Los críticos destacaron el hecho de que el juego se desarrolla de forma muy similar a los juegos de "Mortal Kombat". Gerstmann comentó que había "justo el toque de MK para que resultara familiar" y lo calificó como "una nota al pie interesante del legado de MK". Después de ver una demostración del juego en la American Coin Machine Exposition, un escritor de Next Generation dijo que era "el siguiente paso adelante para la serie Mortal Kombat de Midway (aunque técnicamente no es Mortal Kombat)". Sin embargo, la reseña posterior que la revista hizo del juego criticó que muchos de los movimientos de los luchadores son paralelos obvios a los movimientos vistos en la serie "Mortal Kombat". Sushi-X de Electronic Gaming Monthly (EGM) también juzgó que la similitud evidente con Mortal Kombat hace que el juego sea "terriblemente poco original". EGM lo nombró el "Juego que debería haber permanecido en los arcades" de 1997 en su Guía del comprador de videojuegos de 1998, comentando que "un juego de arcade promedio no es un gran juego casero, War Gods no es una excepción".
Next Generation y Crispin Boyer de EGM notaron que la versión de Nintendo 64 en realidad fue mejorada con respecto a la versión arcade, con una jugabilidad más rápida, mejor anti-aliasing y jefes que fueron ajustados para presentar un desafío más razonable, pero ambos sintieron que estas mejoras no fueron suficientes para hacer que el juego sea bueno. GamePro evaluó que el juego se comparaba desfavorablemente, no solo con los juegos de lucha de primer nivel en Saturn y PlayStation, sino incluso con juegos de lucha de nivel medio de N64 como Killer Instinct Gold y Mortal Kombat Trilogy.
War Gods fue un fracaso en las salas de juegos, debido principalmente a una distribución limitada y al boca a boca desfavorable.